# Northlands Coliseum
Northlands Coliseum é uma arena multiuso localizada na cidade de Edmonton, na província de Alberta, no Canadá, foi a casa do time de hóquei no gelo Edmonton Oilers entre 1974 e 2016.